# Antoine Simon Pierre Levieux
Pour les articles homonymes, voir Levieux.
Antoine Simon Pierre Levieux, seigneur de la Motte et du Feugré, est un négociant et homme politique français né le 31 août 1731 à Rouen (Normandie) et décédé le 6 janvier 1807 au même lieu.

## Biographie
Antoine Simon Pierre Levieux est le fils de Pierre Levieux, marchand à Rouen, et de Marthe Jore.
Négociant à Rouen, il est juge-consul des marchands et procureur-syndic de la Chambre de commerce. Il est également quartenier et inspecteur des poudres et salpêtres. Échevin à l'hôtel commun de Rouen en 1772, Le Vieux est premier échevin de Rouen.
Membre du Conseil général et commissaire du gouvernement près l'atelier monétaire de Rouen, il est député de la Seine-Inférieure de 1804 à 1807.
Marié à Marie Madeleine Ribard, fille du négociant-armateur Jean Nicolas Ribard et d'Elisabeth Thérèse Sandélion, et tante du maire Vincent Prosper Ribard, il est le grand-père du général-baron Louis-Michel Morris.